# اسکات آر وایت
اسکات آر وایت (انگلیسی: Scott R. White؛ ۱۴ فوریه ۱۹۶۳ – ۲۸ مهٔ ۲۰۱۸) دانشمند در زمینه علم مواد اهل ایالات متحده آمریکا بود.